# John Brzenk
John Brzenk (ur. 15 lipca 1964 w McHenry w stanie Illinois) – profesjonalny amerykański armwrestler, uznany przez Księgę rekordów Guinnessa „Najlepszym zawodnikiem armwrestlingu wszech czasów”.

## Biogram
Ojciec Brzenka zajmował się siłowaniem na ręce, przez co John uważa, że szeroką objętość ramion (46 cm w bicepsie) zawdzięcza genetyce.
Brzenk był szkolnym armwrestlerem. Jako szesnastolatek po raz pierwszy wystartował w zawodach w siłowaniu na ręce.
W 1983 roku, w ramach programu telewizyjnego stacji ABC Wide World of Sports, wywalczył inauguracyjny z wielu swych tytułów mistrzowskich. Miał wówczas osiemnaście lat i uzyskał tytuł Mistrza Świata w Armwrestlingu. Dziś jest jednym z najbardziej utytułowanych zawodników w tej dziedzinie sportu.

## Warunki fizyczne
- wzrost: 185 cm
- waga: 90−102 kg
- biceps: 46 cm
- przedramię: 39 cm